# Bogza
Bogza – wieś w Rumunii, w okręgu Vrancea, w gminie Sihlea. W 2011 roku liczyła 919
mieszkańców